# Гетьман Андрій Лаврентійович
Ге́тьман Андрі́й Лавре́нтійович (нар. 22 вересня (5 жовтня) 1903 — 8 квітня 1987) — радянський військовик, генерал армії. Герой Радянського Союзу (07.05.1965). Депутат Верховної Ради СРСР 5—8-го скликань (1958—1974). Член ЦК КПУ в 1960—1966 роках. Кандидат у члени ЦК КПРС у 1961—1976 роках.

## Біографія
Народився 22 вересня (5 жовтня) 1903 року в селі Клепали Путивльського повіту Курської губернії (нині Буринський район Сумської області) в селянській родині. Українець. Член ВКП(б) з 1927 року.
Після закінчення початкової школи працював чорноробом на цукроварні та на залізничній станції Ворожба.
У лавах РСЧА з жовтня 1928 року. У 1927 році закінчив школу Червоних старшин імені ВУЦК. Був командиром взводу і роти 130-го стрілецького Богунського полку 44-ї стрілецької Київської Червонопрапорної дивізії Українського ВО. З травня 1929 року — помічник начальника 1-го відділення штабу 44-ї стрілецької дивізії, згодом — завідувач військового кабінету Будинку Червоної Армії в Житомирі.
З березня 1930 року — курсовий командир школи Червоних старшин, з жовтня 1931 по лютий 1933 року — начальник полкової школи в Криворізькій стрілецькій дивізії.
У 1937 році закінчив Військову академію механізації і моторизації РСЧА імені Й. В. Сталіна. З червня 1937 року — начальник 5-го відділення штабу 7-го механізованого корпусу в Забайкаллі. З лютого 1938 року — виконувач обов'язків командира і начальника штабу 31-ї механізованої бригади. З вересня 1939 року — помічник командира 2-ї механізованої бригади.
Учасник боїв проти японських мілітаристів поблизу озера Хасан в серпні 1938 року та на річці Халхин-Гол у 1939 році. У боях з японцями за сопку Піщана та висоту Ремізова командир мотоброневого загону А. Гетьман виявив високу командирську майстерність і особисту відвагу.
У листопаді 1940 року призначений командиром 45-ї окремої легкої танкової бригади, з 11 березня 1941 року — командир 27-ї танкової дивізії, з 26 березня 1941 року — начальник штабу 30-го механізованого корпусу на Далекому Сході.
Учасник німецько-радянської війни з вересня 1941 року, коли полковник А. Гетьман був призначений командиром 112-ї танкової дивізії, що була перекинута під Москву із Забайкалля. Дивізія відзначилась в Московській битві та в розгромі німецьких військ під Тулою.
З квітня 1942 року полковник А. Гетьман — командир 6-го танкового корпусу. 30 травня 1942 року йому присвоєне військове звання «генерал-майор танкових військ».
28 серпня 1943 року присвоєне військове звання «генерал-лейтенант танкових військ».
У жовтні 1943 року 6-й танковий корпус за вміле виконання бойових завдань командування і відвагу особового складу. був перетворений у 11-й гвардійський танковий корпус. У складі військ 1-ї танкової армії на Воронезькому і 1-му Українському фронтах брав участь в проведенні Курської битви, Житомирсько-Бердичівської, Корсунь-Шевченківської, Проскурово-Чернівецької та Львівсько-Сандомирської операцій.
З серпня 1944 року й до кінця війни — заступник командувача 1-ї гвардійської танкової армії.
З липня 1945 року — заступник командуючого Уральським ВО по бронетанковим і механізованим військам. З липня 1946 року — командуючий бронетанковими і механізованими військами Уральського ВО.
З листопада 1946 року — командуючий бронетанковими і механізованими військами Закавказького ВО.
З січня 1949 року — начальник штабу — заступник командуючого бронетанковими і механізованими військами Радянської Армії. 3 серпня 1953 року присвоєне військове звання «генерал-полковник танкових військ».
З квітня 1956 року — командувач окремої механізованої армії. З червня 1957 року — командувач 1-ї окремої армії.
З квітня 1958 по червень 1964 року — командувач військ Прикарпатського військового округу. 13 квітня 1964 року присвоєне військове звання «генерал армії».
З червня 1964 по 1972 роки А. Л. Гетьман очолював ЦК ДТСААФ СРСР. За його безпосередньої участі у 1966 році було розроблено і впроваджено в дію комплекс нормативів з фізичної підготовки допризовників «Готовий до захисту Батьківщини».
З січня 1972 й до кінця життя — військовий інспектор-радник Групи генеральних інспекторів Міністерства оборони СРСР.
Помер 8 квітня 1987 року. Похований на Новодівочому цвинтарі.

## Нагороди і почесні звання
Указом Президії Верховної Ради СРСР від 7 травня 1965 року за
успішне керівництво військами, особисту мужність і героїзм, виявлені в боротьбі з німецько-фашистськими загарбниками в роки німецько-радянської війни генералові армії Гетьману Андрію Лаврентійовичу присвоєне звання Героя Радянського Союзу з врученням ордена Леніна (№ 342634) й медалі «Золота Зірка» (№ 10683).
Нагороджений п'ятьма орденами Леніна, орденом Жовтневої Революції, шістьма орденами Червоного Прапора, орденами Суворова 2-го ступеня, Богдана Хмельницького 2-го ступеня, Вітчизняної війни 1-го ступеня, Червоної Зірки, «За службу Батьківщині в Збройних Силах СРСР» 3-го ступеня, медалями, іноземними нагородами.
22 лютого 1968 року нагороджений Почесною зброєю.
Почесний громадянин міст: Калуга (24.12.1966), Тула (1966), Чернівці (23.03.1969), Ясногорськ Тульської області (30.03.1999).

## Твори
- Гетман А. Л. О воинском долге и солдатской службе. — М.: ДОСААФ, 1970.
- Гетман А. Л. Танки идут на Берлин. — М.: «Наука», 1973. [Архівовано 15 травня 2013 у Wayback Machine.] (рос.)
- Гетман А. Л. Воспитание мужества. — М.: ДОСААФ, 1979.